# 파워리프팅

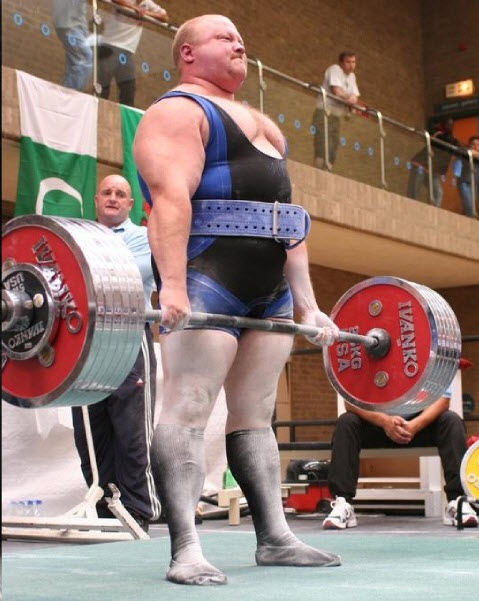

파워리프팅(powerlifting)은 바벨을 들어 올려 그 무게를 겨루는 스포츠. 자주 역도와 혼동되지만 종목이 다르다. 파워리프팅은 웨이트 트레이닝의 종목에서 기본적이고 높은 무게를 취급하는 종목인 스쿼트, 벤치 프레스, 데드리프트 3 종목 내 무게 합계를 겨루는 스포츠이다.
파워리프팅은 스쿼트, 벤치프레스, 데드리프트 세 가지 리프트를 최대 중량으로 세 번 시도하는 근력 스포츠이다. 올림픽 역도 스포츠에서와 마찬가지로 운동선수는 웨이트 플레이트를 장착한 바벨을 이용해 최대 중량의 단일 리프팅 노력을 시도한다. 파워리프팅은 동일한 3회 시도 형식을 따르지만 스트롱맨 경쟁과 유사하게 더 다양한 이벤트를 사용하는 "오드 리프트"(odd lift)로 알려진 스포츠에서 발전했다. 결국 오드 리프트는 현재의 3개로 표준화되었다.
대회에서는 리프트를 장착하거나 장착하지 않고 수행할 수 있다(일반적으로 IPF에서는 '클래식' 또는 '로우'(raw) 리프팅이라고 함). 이 맥락에서 장비는 지지용 벤치 셔츠, 스쿼트/데드리프트 슈트 또는 브리프를 의미한다. 일부 연맹에서는 장비를 갖춘 부문에서 무릎 보호대가 허용되지만 장비가 없는 부문에서는 허용되지 않는다. 다른 경우에는 장착된 리프팅과 장착되지 않은 리프팅 모두에 사용될 수 있다. 역도 벨트, 무릎 소매, 손목 보호대 및 특수 신발도 사용할 수 있지만 장착된 리프팅과 장착되지 않은 리프팅을 구별할 때는 고려되지 않는다.
대회는 전 세계에서 열린다. 파워리프팅은 1984년부터 패럴림픽 스포츠(벤치프레스만 해당)였으며, IPF에 따라 월드 게임 스포츠이기도 하다. 지역, 국내 및 국제 대회도 IPF와 독립적으로 운영되는 다른 연맹의 승인을 받았다.

## 같이 보기
- 역도
- 웨이트 트레이닝
- 스쿼트
- 데드리프트